# Xã Dutch Creek, Quận Washington, Iowa
Xã Dutch Creek (tiếng Anh: Dutch Creek Township) là một xã thuộc quận Washington, tiểu bang Iowa, Hoa Kỳ. Năm 2010, dân số của xã này là 263 người.